# 路德维希斯赫厄
路德维希斯赫厄是德国莱茵兰-普法尔茨州的一个市镇。总面积2.99平方公里，总人口540人，其中男性260人，女性280人（2011年12月31日），人口密度181人/平方公里。